# Hněvanovický potok
Hněvanovický potok je vodní tok tekoucí katastrem jihočeské obce Bujanov a vlévající se jako levostranný přítok do řeky Malše.

## Popis
Začíná ve vodní nádrži v osadě Přibyslav na západně od jihočeské obce Bujanov (před vznikem nádrže zde pramenil). Teče potrubím jihovýchodním směrem pod lesem a poli až k železniční trati, kde vystupuje na povrch. Zde na konci lesa je do něj zleva napojena vodoteč. Podtéká silnicí vedoucí do Pšenice a vtéká do lesa. Začíná meandrovat a zleva přichází další vodoteč tekoucí od silnice Bujanov-Nažidla a následně o pár metrů dál se zprava vlévá další krátký tok beze jména. Pokračuje lesem až k silnici číslo 3. Před silnicí ho zprava napájí potok nazývaný v německy psaných dokumentech jako Tiefwiesenbach. V těchto místech se vpravo nachází pomník obětem autobusové nehody (u Nažidel), při které při nehodě zájezdového autobusu zahynulo 20 lidí. Za silnicí číslo 3 jsou vlevo skály a zprava přichází mokřinami další potok. Stáčí se k severovýchodu a vtéká do Malše jako její levostranný přítok.

## Historie
Potok je ve vzpomínkách pamětníků uváděn jako Přibyslavský dle osady Přibyslav ve které pramenil. Vodní nádrž zde vznikla až po roce 1964.